# Як гартувалася сталь (мінісеріал)
«Як гартувалася сталь» (рос. «Как закалялась сталь») — український радянський 6-серійний мінісеріал режисера Миколи Мащенка що транслювався у 1973—1975 роках. Серіал знято за мотивами однойменного роману Миколи Островського й в ньому описуються пригоди радянського революціонера Павки Корчагіна у період громадянської війни в Росії, Української революції, німецької окупації Харкова, інтервенції Антанти та радянсько-польської війни.

## Сюжет
У 1973 році за сценарієм Володимира Наумова і Олександра Алова був створений шестисерійний телевізійний фільм «Як гартувалася сталь», в якому образ Корчагіна втілив на екрані Володимир Конкін. Фільм отримав дві премії ім. Ленінського комсомолу. Павка у виконанні Конкіна відрізнявся від колишніх екранних Корчагіних більшим ліризмом, романтичністю і інтелігентністю. У 1975 році під тою ж назвою «Як гартувалася сталь» вийшла також кіноверсія цього фільму.
Телевізійний фільм «Як гартувалася сталь» був вже третьою екранізацією роману тільки в СРСР. Є й зарубіжні фільми про Павла Корчагіна, в тому числі масштабна постановка, знята китайськими кінематографістами, що мала приголомшливий успіх у КНР.
Корчагін у фільмі — герой романтичний. Але це романтика революції і війни за щастя бідних, пригноблених і знедолених людей. Режисер фільму в ході зйомок цинічно говорив: «Ми робимо комуністичну ікону», і знімав раз за разом великі плани Володимира Конкіна. І треба сказати, ікона вийшла. Фільм вийшов дуже сильним, глядач протягом шести серій стежить за долею героя, силою і мужністю якого не можна не захоплюватися. Сцени будівництва дороги, необхідної для підвезення дров і хліба в голодуюче місто, кульмінація роману вийшла у фільмі на «відмінно».
Фільм «Як гартувалася сталь» мав величезний успіх, картина регулярно демонструвалася по радянському телебаченню. Потім настав час, коли ідеї і герої, показані у фільмі, стали «неактуальними».
Сьогодні фільм може представити інтерес, як один із зразків радянського ідеологічного кіномистецтва. Це одна з найкращих картин, створених перед заходом СРСР.

## У ролях
- Володимир Конкін — Павло Корчагін
- Наталія Сайко — Тоня Туманова
- Голубович Михайло Васильович — Артем
- Степанков Костянтин Петрович — Жухрай
- Лефтій Антоніна Володимирівна
- Максимова Антоніна Михайлівна — Катерина Михайлівна Корчагіна, мати Павки
- Юрій Ротштейн
- Іванов Сергій Петрович — Серьога Брузжак
- Пригунов Лев Георгійович — Файло
- Талашко Володимир Дмитрович — червоноармієць Окунєв
- Радзиня Ельза Янівна — Ірина Олександрівна, редактор газети
- Барчук Анатолій Трохимович
- Гудзь Микола Опанасович (2 сер.)
- Галина Самохіна
- Перфілов Лев Олексійович — мужик
- Куликов Георгій Іванович — голова залізничного лісового комітету
- Гриб Василь Филипович
- Ніна Матвієнко (1 сер.) — Валя
- Юрій Дубровін — батько Тоні Туманової

## Знімальна група
- Режисер — Микола Мащенко
- Сценаристи — Олександр Алов, Володимир Наумов
- Художники — Віктор Жилко, Едуард Шейкін
- Оператор — Олександр Ітигілов
- Композитор — Ігор Шамо
- Звукооператор — Тетяна Нілова
- Пісню «Товарищ песня», що стала популярною, виконав Рожков Юрій Федорович.